# Ranunculales
Ordre
Classification APG III (2009)
Les Ranunculales (ou renonculales en français) sont un ordre de plantes à fleurs dicotylédones primitives.

## Étymologie
Le nom de l'ordre vient du genre Ranunculus (« petite grenouille »), diminutif du latin rana (cf rainette), car plusieurs espèces sont aquatiques et plusieurs autres affectionnent les endroits humides que fréquentent ces amphibiens. 

## Description

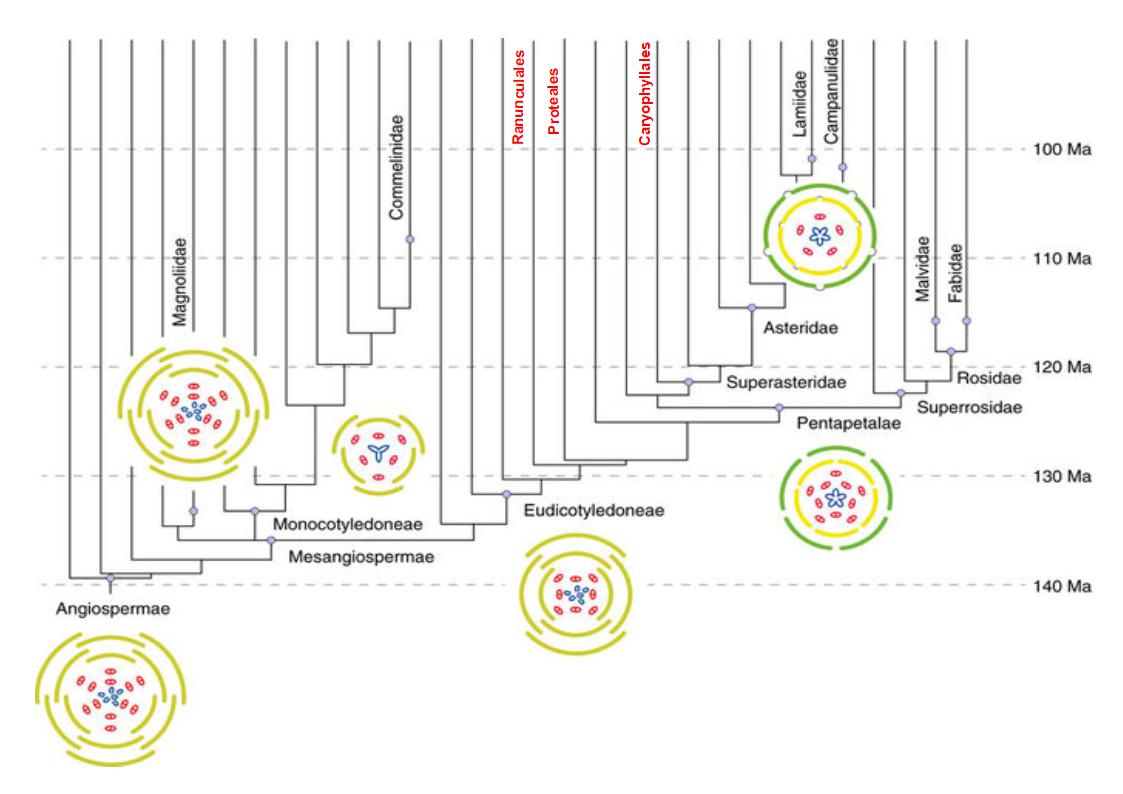
Évolution florale représentée par les diagrammes floraux.

Les Ranunculales sont un groupe frère des Eudicotylédones ou Dicotylédones vraies. Ils constituent les Eudicotylédones archaïques, appelées paléo-eudicotylédones qui comprennent les Proteales, et d'autres familles dont la position est encore indéterminée. Elles possèdent donc des caractères archaïques mais aussi des caractères dérivés correspondant à des innovations évolutives.
Comme de nombreuses Eudicotylédones, ce sont essentiellement des plantes herbacées (certaines sont des arbrisseaux ou de petites lianes ligneuses mais aucune n'est arborescente) des régions tempérées qui constituent une évolution à partir peut-être d'un ancêtre ligneux, ce type de morphologie étant propice au brassage génétique. La plupart ont des feuilles alternes exstipulées, avec des formes présentant une grande diversité, témoin de l'histoire évolutive de cet ordre. Les tiges possèdent des faisceaux vasculaires à structure amphivasale (phloème entouré de xylème) et des rayons médullaires exclusivement largement multisériés.
La défense de ces plantes contre les herbivores est assurée par des alcaloïdes de type isoquinoléine (morphine, papavérine) et d'autres substances (hétérosides, saponoside, etc.).   
Les fleurs spiralo-cycliques, très diversement construites, n'ont pas atteint la spécialisation suivant un type architectural plus ou moins défini, type qui caractérise les autres ordres angiospermiens. Elles sont solitaires ou se regroupent en inflorescences cymeuses. L'actinomorphie générale de la fleur des Ranunculales met en évidence la très forte zygomorphie constatée dans quelques genres. Le périanthe homochlamyde, caractère archaïque, a tendance à se différencier en calice et corolle. On observe de même le passage de la trimérie à la pentamérie, avec parfois des dispositions trimères par un phénomène de convergence évolutive qui rappelle que les lieux d'apparition des primordia foliaires (les pièces du périanthe étant des feuilles modifiées) sont définis en fonction de contraintes spatiales qui règnent à la surface du petit méristème et qui déterminent en partie la phyllotaxie propre à chaque espèce. Les autres caractères archaïques sont l'androcée polystémone (nombreuses étamines en spirale, basifixes et à déhiscence longitudinale, le gynécée dialycarpellé et la fleur produisant de nombreux (poly-) fruits (-carpes) séparés (méricarpes). Ces fruits produisent des graines albuminées ou exalbuminées contenant un petit embryon.
Les fleurs ont souvent des couleurs vives mais aucune plante n'est aromatique, ce qui peut être interprété comme une stratégie optimale d'allocation des ressources, ces plantes privilégiant la biosynthèse des pigments.

## Histoire évolutive
D'après des calculs utilisant l'horloge moléculaire, la lignée menant aux Ranunculales se serait séparée des autres plantes au Crétacé il y a environ 132 millions d'années ou 140 Ma, et se serait diversifiée il y a environ 115 Ma, approximativement à la même époque que les Rosidae (123–115 Ma) et les Asteridae (119–110 Ma), clades les plus importants du noyau des Dicotylédones vraies.

## Classification
En classification phylogénétique APG III (2009), cet ordre comprend aujourd'hui plus de 4 500 espèces réparties en 7 familles :
- ordre Ranunculales
  - famille Berberidaceae
  - famille Circaeasteraceae (incluant Kingdoniaceae)
  - famille Eupteleaceae
  - famille Lardizabalaceae
  - famille Menispermaceae
  - famille Papaveraceae (incluant Fumariaceae, Pteridophyllaceae)
  - famille Ranunculaceae

|  | Circaeasteraceae |
|  |                  |
|  | Lardizabalaceae  |
|  |                  |

|  | Menispermaceae                                                  |
|  |                                                                 |
|  | \| \| Berberidaceae \| \| \| \| \| \| Ranunculaceae \| \| \| \| |
|  |                                                                 |
|  | Berberidaceae                                                   |
|  |                                                                 |
|  | Ranunculaceae                                                   |
|  |                                                                 |

|  | Berberidaceae |
|  |               |
|  | Ranunculaceae |
|  |               |

|  | Circaeasteraceae |
|  |                  |
|  | Lardizabalaceae  |
|  |                  |

|  | Menispermaceae                                                  |
|  |                                                                 |
|  | \| \| Berberidaceae \| \| \| \| \| \| Ranunculaceae \| \| \| \| |
|  |                                                                 |
|  | Berberidaceae                                                   |
|  |                                                                 |
|  | Ranunculaceae                                                   |
|  |                                                                 |

|  | Berberidaceae |
|  |               |
|  | Ranunculaceae |
|  |               |

|  | Circaeasteraceae |
|  |                  |
|  | Lardizabalaceae  |
|  |                  |

|  | Menispermaceae                                                  |
|  |                                                                 |
|  | \| \| Berberidaceae \| \| \| \| \| \| Ranunculaceae \| \| \| \| |
|  |                                                                 |
|  | Berberidaceae                                                   |
|  |                                                                 |
|  | Ranunculaceae                                                   |
|  |                                                                 |

|  | Berberidaceae |
|  |               |
|  | Ranunculaceae |
|  |               |

|  | Circaeasteraceae |
|  |                  |
|  | Lardizabalaceae  |
|  |                  |

|  | Menispermaceae                                                  |
|  |                                                                 |
|  | \| \| Berberidaceae \| \| \| \| \| \| Ranunculaceae \| \| \| \| |
|  |                                                                 |
|  | Berberidaceae                                                   |
|  |                                                                 |
|  | Ranunculaceae                                                   |
|  |                                                                 |

|  | Berberidaceae |
|  |               |
|  | Ranunculaceae |
|  |               |

|  | Circaeasteraceae |
|  |                  |
|  | Lardizabalaceae  |
|  |                  |

|  | Menispermaceae                                                  |
|  |                                                                 |
|  | \| \| Berberidaceae \| \| \| \| \| \| Ranunculaceae \| \| \| \| |
|  |                                                                 |
|  | Berberidaceae                                                   |
|  |                                                                 |
|  | Ranunculaceae                                                   |
|  |                                                                 |

|  | Berberidaceae |
|  |               |
|  | Ranunculaceae |
|  |               |

|  | Circaeasteraceae |
|  |                  |
|  | Lardizabalaceae  |
|  |                  |

|  | Menispermaceae                                                  |
|  |                                                                 |
|  | \| \| Berberidaceae \| \| \| \| \| \| Ranunculaceae \| \| \| \| |
|  |                                                                 |
|  | Berberidaceae                                                   |
|  |                                                                 |
|  | Ranunculaceae                                                   |
|  |                                                                 |

|  | Berberidaceae |
|  |               |
|  | Ranunculaceae |
|  |               |

|  | Circaeasteraceae |
|  |                  |
|  | Lardizabalaceae  |
|  |                  |

|  | Menispermaceae                                                  |
|  |                                                                 |
|  | \| \| Berberidaceae \| \| \| \| \| \| Ranunculaceae \| \| \| \| |
|  |                                                                 |
|  | Berberidaceae                                                   |
|  |                                                                 |
|  | Ranunculaceae                                                   |
|  |                                                                 |

|  | Berberidaceae |
|  |               |
|  | Ranunculaceae |
|  |               |

|  | Circaeasteraceae |
|  |                  |
|  | Lardizabalaceae  |
|  |                  |

|  | Menispermaceae                                                  |
|  |                                                                 |
|  | \| \| Berberidaceae \| \| \| \| \| \| Ranunculaceae \| \| \| \| |
|  |                                                                 |
|  | Berberidaceae                                                   |
|  |                                                                 |
|  | Ranunculaceae                                                   |
|  |                                                                 |

|  | Berberidaceae |
|  |               |
|  | Ranunculaceae |
|  |               |

|  | Circaeasteraceae |
|  |                  |
|  | Lardizabalaceae  |
|  |                  |

|  | Menispermaceae                                                  |
|  |                                                                 |
|  | \| \| Berberidaceae \| \| \| \| \| \| Ranunculaceae \| \| \| \| |
|  |                                                                 |
|  | Berberidaceae                                                   |
|  |                                                                 |
|  | Ranunculaceae                                                   |
|  |                                                                 |

|  | Berberidaceae |
|  |               |
|  | Ranunculaceae |
|  |               |

|  | Circaeasteraceae |
|  |                  |
|  | Lardizabalaceae  |
|  |                  |

|  | Menispermaceae                                                  |
|  |                                                                 |
|  | \| \| Berberidaceae \| \| \| \| \| \| Ranunculaceae \| \| \| \| |
|  |                                                                 |
|  | Berberidaceae                                                   |
|  |                                                                 |
|  | Ranunculaceae                                                   |
|  |                                                                 |

|  | Berberidaceae |
|  |               |
|  | Ranunculaceae |
|  |               |

|  | Circaeasteraceae |
|  |                  |
|  | Lardizabalaceae  |
|  |                  |

|  | Menispermaceae                                                  |
|  |                                                                 |
|  | \| \| Berberidaceae \| \| \| \| \| \| Ranunculaceae \| \| \| \| |
|  |                                                                 |
|  | Berberidaceae                                                   |
|  |                                                                 |
|  | Ranunculaceae                                                   |
|  |                                                                 |

|  | Berberidaceae |
|  |               |
|  | Ranunculaceae |
|  |               |

|  | Circaeasteraceae |
|  |                  |
|  | Lardizabalaceae  |
|  |                  |

|  | Menispermaceae                                                  |
|  |                                                                 |
|  | \| \| Berberidaceae \| \| \| \| \| \| Ranunculaceae \| \| \| \| |
|  |                                                                 |
|  | Berberidaceae                                                   |
|  |                                                                 |
|  | Ranunculaceae                                                   |
|  |                                                                 |

|  | Berberidaceae |
|  |               |
|  | Ranunculaceae |
|  |               |

|  | Circaeasteraceae |
|  |                  |
|  | Lardizabalaceae  |
|  |                  |

|  | Menispermaceae                                                  |
|  |                                                                 |
|  | \| \| Berberidaceae \| \| \| \| \| \| Ranunculaceae \| \| \| \| |
|  |                                                                 |
|  | Berberidaceae                                                   |
|  |                                                                 |
|  | Ranunculaceae                                                   |
|  |                                                                 |

|  | Berberidaceae |
|  |               |
|  | Ranunculaceae |
|  |               |

|  | Circaeasteraceae |
|  |                  |
|  | Lardizabalaceae  |
|  |                  |

|  | Menispermaceae                                                  |
|  |                                                                 |
|  | \| \| Berberidaceae \| \| \| \| \| \| Ranunculaceae \| \| \| \| |
|  |                                                                 |
|  | Berberidaceae                                                   |
|  |                                                                 |
|  | Ranunculaceae                                                   |
|  |                                                                 |

|  | Berberidaceae |
|  |               |
|  | Ranunculaceae |
|  |               |

|  | Circaeasteraceae |
|  |                  |
|  | Lardizabalaceae  |
|  |                  |

|  | Menispermaceae                                                  |
|  |                                                                 |
|  | \| \| Berberidaceae \| \| \| \| \| \| Ranunculaceae \| \| \| \| |
|  |                                                                 |
|  | Berberidaceae                                                   |
|  |                                                                 |
|  | Ranunculaceae                                                   |
|  |                                                                 |

|  | Berberidaceae |
|  |               |
|  | Ranunculaceae |
|  |               |

|  | Circaeasteraceae |
|  |                  |
|  | Lardizabalaceae  |
|  |                  |

|  | Menispermaceae                                                  |
|  |                                                                 |
|  | \| \| Berberidaceae \| \| \| \| \| \| Ranunculaceae \| \| \| \| |
|  |                                                                 |
|  | Berberidaceae                                                   |
|  |                                                                 |
|  | Ranunculaceae                                                   |
|  |                                                                 |

|  | Berberidaceae |
|  |               |
|  | Ranunculaceae |
|  |               |

|  | Circaeasteraceae |
|  |                  |
|  | Lardizabalaceae  |
|  |                  |

|  | Menispermaceae                                                  |
|  |                                                                 |
|  | \| \| Berberidaceae \| \| \| \| \| \| Ranunculaceae \| \| \| \| |
|  |                                                                 |
|  | Berberidaceae                                                   |
|  |                                                                 |
|  | Ranunculaceae                                                   |
|  |                                                                 |

|  | Berberidaceae |
|  |               |
|  | Ranunculaceae |
|  |               |

|  | Circaeasteraceae |
|  |                  |
|  | Lardizabalaceae  |
|  |                  |

|  | Menispermaceae                                                  |
|  |                                                                 |
|  | \| \| Berberidaceae \| \| \| \| \| \| Ranunculaceae \| \| \| \| |
|  |                                                                 |
|  | Berberidaceae                                                   |
|  |                                                                 |
|  | Ranunculaceae                                                   |
|  |                                                                 |

|  | Berberidaceae |
|  |               |
|  | Ranunculaceae |
|  |               |

|  | Circaeasteraceae |
|  |                  |
|  | Lardizabalaceae  |
|  |                  |

|  | Menispermaceae                                                  |
|  |                                                                 |
|  | \| \| Berberidaceae \| \| \| \| \| \| Ranunculaceae \| \| \| \| |
|  |                                                                 |
|  | Berberidaceae                                                   |
|  |                                                                 |
|  | Ranunculaceae                                                   |
|  |                                                                 |

|  | Berberidaceae |
|  |               |
|  | Ranunculaceae |
|  |               |

|  | Circaeasteraceae |
|  |                  |
|  | Lardizabalaceae  |
|  |                  |

|  | Menispermaceae                                                  |
|  |                                                                 |
|  | \| \| Berberidaceae \| \| \| \| \| \| Ranunculaceae \| \| \| \| |
|  |                                                                 |
|  | Berberidaceae                                                   |
|  |                                                                 |
|  | Ranunculaceae                                                   |
|  |                                                                 |

|  | Berberidaceae |
|  |               |
|  | Ranunculaceae |
|  |               |

|  | Circaeasteraceae |
|  |                  |
|  | Lardizabalaceae  |
|  |                  |

|  | Menispermaceae                                                  |
|  |                                                                 |
|  | \| \| Berberidaceae \| \| \| \| \| \| Ranunculaceae \| \| \| \| |
|  |                                                                 |
|  | Berberidaceae                                                   |
|  |                                                                 |
|  | Ranunculaceae                                                   |
|  |                                                                 |

|  | Berberidaceae |
|  |               |
|  | Ranunculaceae |
|  |               |

|  | Circaeasteraceae |
|  |                  |
|  | Lardizabalaceae  |
|  |                  |

|  | Menispermaceae                                                  |
|  |                                                                 |
|  | \| \| Berberidaceae \| \| \| \| \| \| Ranunculaceae \| \| \| \| |
|  |                                                                 |
|  | Berberidaceae                                                   |
|  |                                                                 |
|  | Ranunculaceae                                                   |
|  |                                                                 |

|  | Berberidaceae |
|  |               |
|  | Ranunculaceae |
|  |               |

|  | Circaeasteraceae |
|  |                  |
|  | Lardizabalaceae  |
|  |                  |

|  | Menispermaceae                                                  |
|  |                                                                 |
|  | \| \| Berberidaceae \| \| \| \| \| \| Ranunculaceae \| \| \| \| |
|  |                                                                 |
|  | Berberidaceae                                                   |
|  |                                                                 |
|  | Ranunculaceae                                                   |
|  |                                                                 |

|  | Berberidaceae |
|  |               |
|  | Ranunculaceae |
|  |               |

|  | Circaeasteraceae |
|  |                  |
|  | Lardizabalaceae  |
|  |                  |

|  | Menispermaceae                                                  |
|  |                                                                 |
|  | \| \| Berberidaceae \| \| \| \| \| \| Ranunculaceae \| \| \| \| |
|  |                                                                 |
|  | Berberidaceae                                                   |
|  |                                                                 |
|  | Ranunculaceae                                                   |
|  |                                                                 |

|  | Berberidaceae |
|  |               |
|  | Ranunculaceae |
|  |               |

|  | Circaeasteraceae |
|  |                  |
|  | Lardizabalaceae  |
|  |                  |

|  | Menispermaceae                                                  |
|  |                                                                 |
|  | \| \| Berberidaceae \| \| \| \| \| \| Ranunculaceae \| \| \| \| |
|  |                                                                 |
|  | Berberidaceae                                                   |
|  |                                                                 |
|  | Ranunculaceae                                                   |
|  |                                                                 |

|  | Berberidaceae |
|  |               |
|  | Ranunculaceae |
|  |               |

|  | Circaeasteraceae |
|  |                  |
|  | Lardizabalaceae  |
|  |                  |

|  | Menispermaceae                                                  |
|  |                                                                 |
|  | \| \| Berberidaceae \| \| \| \| \| \| Ranunculaceae \| \| \| \| |
|  |                                                                 |
|  | Berberidaceae                                                   |
|  |                                                                 |
|  | Ranunculaceae                                                   |
|  |                                                                 |

|  | Berberidaceae |
|  |               |
|  | Ranunculaceae |
|  |               |

|  | Circaeasteraceae |
|  |                  |
|  | Lardizabalaceae  |
|  |                  |

|  | Menispermaceae                                                  |
|  |                                                                 |
|  | \| \| Berberidaceae \| \| \| \| \| \| Ranunculaceae \| \| \| \| |
|  |                                                                 |
|  | Berberidaceae                                                   |
|  |                                                                 |
|  | Ranunculaceae                                                   |
|  |                                                                 |

|  | Berberidaceae |
|  |               |
|  | Ranunculaceae |
|  |               |

|  | Circaeasteraceae |
|  |                  |
|  | Lardizabalaceae  |
|  |                  |

|  | Menispermaceae                                                  |
|  |                                                                 |
|  | \| \| Berberidaceae \| \| \| \| \| \| Ranunculaceae \| \| \| \| |
|  |                                                                 |
|  | Berberidaceae                                                   |
|  |                                                                 |
|  | Ranunculaceae                                                   |
|  |                                                                 |

|  | Berberidaceae |
|  |               |
|  | Ranunculaceae |
|  |               |

|  | Circaeasteraceae |
|  |                  |
|  | Lardizabalaceae  |
|  |                  |

|  | Menispermaceae                                                  |
|  |                                                                 |
|  | \| \| Berberidaceae \| \| \| \| \| \| Ranunculaceae \| \| \| \| |
|  |                                                                 |
|  | Berberidaceae                                                   |
|  |                                                                 |
|  | Ranunculaceae                                                   |
|  |                                                                 |

|  | Berberidaceae |
|  |               |
|  | Ranunculaceae |
|  |               |

|  | Circaeasteraceae |
|  |                  |
|  | Lardizabalaceae  |
|  |                  |

|  | Menispermaceae                                                  |
|  |                                                                 |
|  | \| \| Berberidaceae \| \| \| \| \| \| Ranunculaceae \| \| \| \| |
|  |                                                                 |
|  | Berberidaceae                                                   |
|  |                                                                 |
|  | Ranunculaceae                                                   |
|  |                                                                 |

|  | Berberidaceae |
|  |               |
|  | Ranunculaceae |
|  |               |

|  | Circaeasteraceae |
|  |                  |
|  | Lardizabalaceae  |
|  |                  |

|  | Menispermaceae                                                  |
|  |                                                                 |
|  | \| \| Berberidaceae \| \| \| \| \| \| Ranunculaceae \| \| \| \| |
|  |                                                                 |
|  | Berberidaceae                                                   |
|  |                                                                 |
|  | Ranunculaceae                                                   |
|  |                                                                 |

|  | Berberidaceae |
|  |               |
|  | Ranunculaceae |
|  |               |

|  | Circaeasteraceae |
|  |                  |
|  | Lardizabalaceae  |
|  |                  |

|  | Menispermaceae                                                  |
|  |                                                                 |
|  | \| \| Berberidaceae \| \| \| \| \| \| Ranunculaceae \| \| \| \| |
|  |                                                                 |
|  | Berberidaceae                                                   |
|  |                                                                 |
|  | Ranunculaceae                                                   |
|  |                                                                 |

|  | Berberidaceae |
|  |               |
|  | Ranunculaceae |
|  |               |

En classification phylogénétique APG (1998) et classification phylogénétique APG II (2003), cet ordre comprenait :
- ordre Ranunculales
  - famille Berberidaceae
  - famille Circaeasteraceae
    - [+ famille Kingdoniaceae]

  - famille Eupteleaceae
  - famille Lardizabalaceae
  - famille Menispermaceae
  - famille Papaveraceae
    - [+ famille Fumariaceae]
    - [+ famille Pteridophyllaceae]

  - famille Ranunculaceae

NB : « [+ ...] » = famille optionnelle
En classification classique de Cronquist (1981) il comprenait huit familles :
- Berbéridacées (famille de l'épine-vinette)
- Circaeasteracées
- Coriariacées
- Lardizabalacées
- Ménispermacées
- Ranunculacées (famille des boutons d'or)
- Sabiacées
- Sargentodoxacées